# Antiblemma eurytermes
Antiblemma eurytermes là một loài bướm đêm trong họ Erebidae.